# Páll Guðmundsson
Páll Guðmundsson (* 1959 in Húsafell) ist ein isländischer Bildhauer und lebt im Westen von Island.

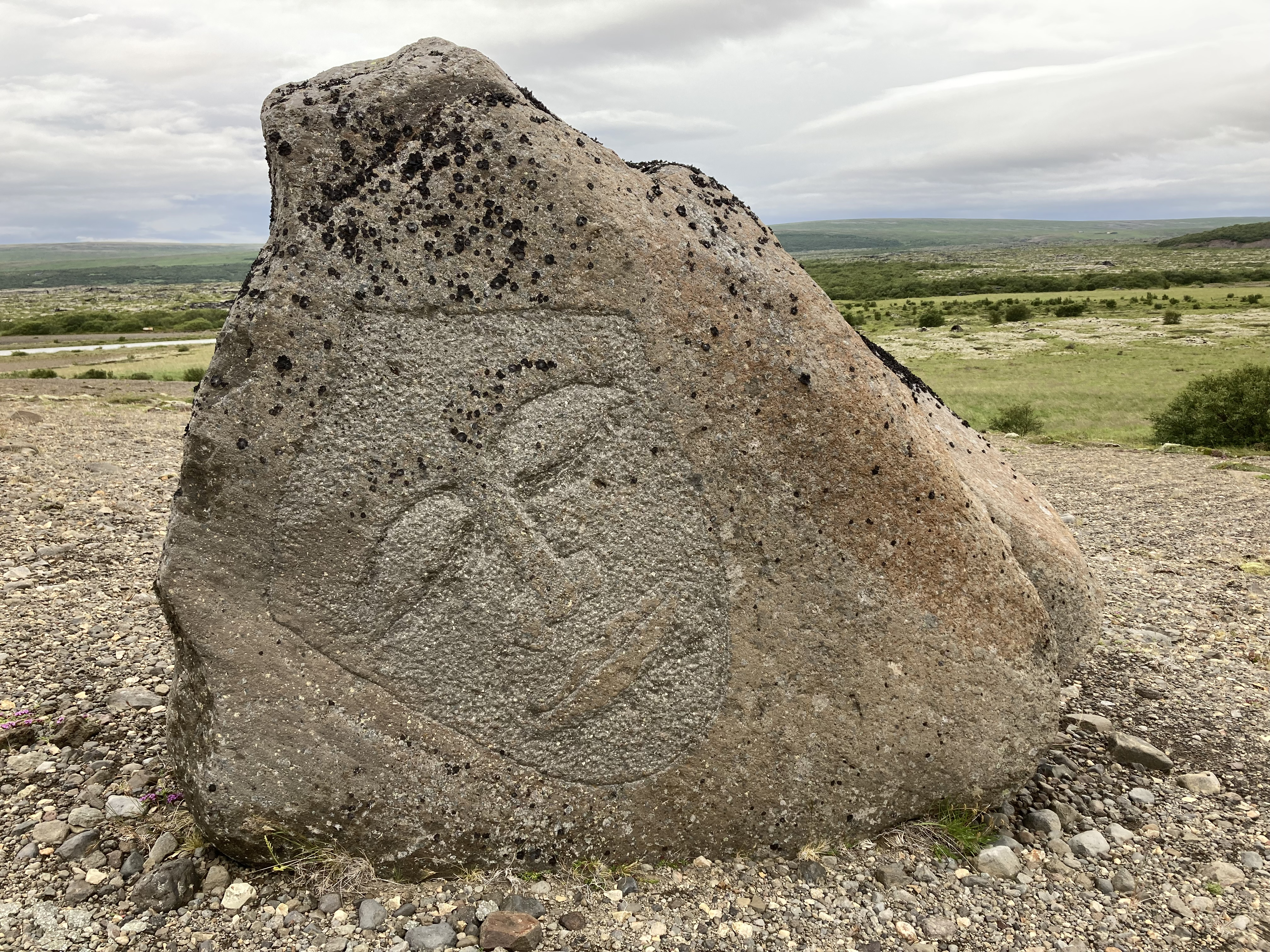
Stein von Páll Guðmundsson an der Straße nach Húsafell

## Leben
Der Sohn eines Schafzüchters hat auf der Kunstakademie in Reykjavík studiert, inklusive eines Jahres an der Kölner Hochschule für Angewandte Kunst. Inzwischen lebt und arbeitet der Künstler wieder hauptsächlich an seinem Geburtsort.
Sein Charakteristikum sind Gesichter, die er aus dem vor Ort vorgefundenen Stein herausarbeitet (und in gewisser Weise vorher herausliest). Unter anderem hat er Johann Sebastian Bach, die isländische Musikerin Björk und den isländischen Schriftsteller Thor Vilhjálmsson verewigt. In Island ist er eine zeitgenössische Berühmtheit, da an vielen Orten der Insel Fels-Skulpturen von ihm anzutreffen sind. Er kombiniert auch Bildhauerei und Malerei: indem er beschlagene Lavasteine mit schwarzer Tinte bemalt und dann auf angefeuchtetes Papier drückt, entstehen „Eiskristallbilder“.
Da viele seiner Freunde Musiker sind, kam Páll auf die Idee, die Steine zum Klingen zu bringen. Aus dünnen, unterarmlangen Steinplatten, von denen jede unter dem Klöppel einen anderen Ton erzeugt, entstand eine Art drei Meter langes, selbstgebautes Instrument. Als Musiker an dieser „Steinharfe“ trat er schon mit der isländischen Band Sigur Rós auf einer Tournee im Ausland auf.

Werkstatt
Seine Werke stehen im Freien
Skulptur
Skulptur

## Werke (Auswahl)
- Denkmal von Eggert Ólafsson und seiner Frau (bei Ingjaldshóll, im Norden der Halbinsel Snæfellsnes)

## Belege
1. 1 2 3  Künstler Páll Guðmundsson: Von der isländischen Natur verzaubert, Künstlerporträt von Vanja Budde im Deutschlandradio Kultur vom 3. Januar 2015, abgerufen am 3. Jan. 2015.

| Personendaten    | Personendaten          |
| ---------------- | ---------------------- |
| NAME             | Páll Guðmundsson       |
| ALTERNATIVNAMEN  | Guðmundsson, Páll      |
| KURZBESCHREIBUNG | isländischer Bildhauer |
| GEBURTSDATUM     | 1959                   |
| GEBURTSORT       | Húsafell               |